# Simó de Magnèsia
Simó de Magnèsia (en llatí Simon, en grec Σίμων) fou un metge grec nadiu de Magnèsia.
És esmentat per Hieròfil. Va viure al segle iv aC o potser una mica abans. És probablement la mateixa persona mencionada per Diògenes Laerci que diu que hauria viscut en temps de Seleuc I Nicàtor.